# Dara-ye Suf-e Bala
Dara-ye Suf-e Bala (persiska: دره‌صوف بالا, "Övre Dara-ye Suf"), är ett distrikt i Afghanistan. Det ligger i provinsen Samangan, i den norra delen av landet, 210 kilometer nordväst om huvudstaden Kabul.
Distriktet beräknades år 2022 ha cirka 76 000 invånare.